# Распад Bell System

Телекоммуникационные компании США после распада Bell System:
Pacific Telesis
US West
Ameritech
Southwestern Bell Corporation
BellSouth
Bell Atlantic
NYNEX
Southern New England Telephone
Cincinnati Bell

Разделение Bell System было утверждено 8 января 1982 г., согласованное декретом о согласии, по которому корпорация AT&T по её первоначальному предложению откажется от контроля над Bell Operating Company, которая до этого момента предоставляла услуги местной телефонной связи в США и Канаде. Это фактически привело к тому, что монополия Bell System разделилась на совершенно отдельные компании, которые продолжали предоставлять телефонные услуги. Было решено, что AT&T по-прежнему будет поставщиком услуг междугородной связи, в то время как теперь уже независимые региональные компании Bell Operating Company (RBOC), будут предоставлять местные услуги и не будут получать оборудование напрямую от дочерней компании AT&T Western Electric.
Отчуждение было инициировано подачей в 1974 г. Министерством юстиции США антимонопольного иска против AT&T. В то время AT&T была единственным поставщиком телефонных услуг на большей части территории США, а большая часть телефонного оборудования в стране производилась её дочерней компанией Western Electric. Эта вертикальная интеграция привела к тому, что AT&T получила почти полный контроль над коммуникационными технологиями в стране, что и привело к подаче антимонопольного иска United States v. AT&T. Истец в судебном иске просил суд обязать AT&T отказаться от права собственности на Western Electric.
Чувствуя, что иск вот-вот будет проигран, AT&T предложила альтернативу: разделение. Она предложила сохранить контроль над Western Electric, Yellow Pages, торговой маркой Bell, Bell Labs и AT&T Long Distance. Также она попросила освободить её от выполнения антитрастового декрета о согласии 1956 года, за соблюдением которого тогда следил судья Винсент П. Бьюнно из окружного суда по округу Нью-Джерси. IВзамен он предложил отказаться от владения местными операционными компаниями. Эта последняя уступка, как утверждалось, позволит достичь цели правительства по созданию конкуренции в поставках телефонного оборудования и расходных материалов для оперативных компаний. Мировое соглашение было окончательно оформлено 8 января 1982 г. с некоторыми изменениями по решению суда: региональные холдинги получили права на торговую марку Bell, Yellow Pages и половину Bell Labs.
С 1 января 1984 года многие компании-члены Bell System были по-разному объединены в семь независимых «Regional Holding Companies», also known as региональные управляющие компании Bell (RBOC), или «Baby Bells». Сделка снизила балансовую стоимость AT&T почти на 70 %.

## Структура после разделения
Разделение Bell System привело к созданию семи независимых компаний, которые были сформированы из первоначальных двадцати двух членов системы, контролируемых AT&T.
На 1 января 1984 года такими компаниями были NYNEX, Pacific Telesis, Ameritech, Bell Atlantic, Southwestern Bell Corporation, BellSouth и US West.
- NYNEX, приобретена в 1996 году Bell Atlantic, сейчас входит в состав Verizon Communications
- Pacific Telesis, приобретена в 1997 году SBC, сейчас часть AT&T Inc.
- Ameritech, приобретена в 1999 году SBC, сейчас часть AT&T Inc.
- Bell Atlantic, слилась в 2000 году с GTE для создания Verizon Communications
- Southwestern Bell Corporation, в 1995 году пережила ребрендинг в SBC Communications, в 2005 году приобретена AT&T Corporation
- BellSouth, приобретена в 2006 AT&T Inc.
- US West, приобретена в 2000 году Qwest, которая в 2011 году была приобретена CenturyLink in 2011

Кроме того, было два члена Bell System, которые лишь частично принадлежали. Обе эти компании были монополистами в своих зонах покрытия, получали оборудование Western Electric и имели соглашения с AT&T, по которым им предоставлялась услуга дальней связи. Они продолжали существовать в своей форме до распада после антимонопольного дела, но больше не получали напрямую оборудование Western Electric и больше не были обязаны использовать AT&T в качестве своего поставщика услуг дальней связи. Этими компаниями были:
- Cincinnati Bell, приобретена в 2021 году Macquarie Infrastructure and Real Assets
- Southern New England Telephone (SNET), приобретена в 1998 году SBC, сейчас часть Frontier Communications

## Эффект
Разделение привело к всплеску конкуренции на рынке дальней связи со стороны таких компаний, как Sprint и MCI. План AT&T о распаде в обмен на сохранение AT&T Computer Systems провалился, и после выделения производства (наиболее известная из компаний — Western Electric) и других приобретений, как NCR и AT&T Broadband, него остался только основной бизнес вроде AT&T Long Lines и её наследника AT&T Communications. Именно в этот момент AT&T была куплена одним из собственных дочерних предприятий, SBC Communications, которая также приобрела две другие RBOC и бывшую дочернюю операционную компанию AT&T (Ameritech, Pacific Telesis и SNET), которая позже приобрела ещё одну RBOC (BellSouth).
Одним из последствий разделения стало то, что тарифы на услуги местного населения, которые ранее субсидировались за счет доходов от междугородной связи, начали расти быстрее, чем уровень инфляции. Тарифы на междугородную связь, тем временем, упали как из-за прекращения этой субсидии, так и из-за усиления конкуренции. ФКС при которой сети дальней связи платили более дорогим локальным сетям как за отправку, так и за завершение вызова. Таким образом, неявные субсидии Bell System стали явными и стали источником серьёзных споров, поскольку одна компания за другой стремилась провести арбитраж в сети и избежать этих сборов. В 2002 году ведомство заявило, что к провайдерам интернет-услуг будут относиться «как если бы» они были местными, и они не будут обязаны платить за доступ. Это привело к значительной экономии на вызовах VoIP, в декабре 2011 г. распоряжение ФКС сообщило о том, что все услуги VoIP должны оплачиваться в течение девяти лет, после чего вся плата за доступ будет постепенно отменена.
Ещё одним последствием отчуждения стало то, как национальное вещательное телевидение (то есть ABC, NBC, CBS, PBS) и радиосети (NPR, Mutual, ABC Radio) распространяли свои программы среди своих местных дочерних станций. До распада вещательные сети полагались на инфраструктуру AT&T Long Lines, состоящую из наземного микроволнового ретранслятора, коаксиального кабеля и, в случае радио, на арендованные сети линий вещательного качества для доставки своих программ на местные станции. Однако к середине 1970-х годов новая на тот момент технология спутникового распространения, предлагаемая компаниями вроде RCA Astro Electronics и Western Union с их спутниками Satcom 1 и Westar 1 начали составлять конкуренцию Bell System в области распространения вещания. Спутники обеспечивают более высокое качество видео и звука, а также гораздо более низкие затраты на передачу.
Тем не менее, сети остались у AT&T (наряду с одновременной трансляцией их каналов через спутник с конца 1970-х до начала 1980-х годов) из-за того, что некоторые станции ещё не были оснащены приемным оборудованием наземных станций для приема спутниковых каналов, а также из-за договорных обязательств о широковещательной передачи сетей с AT&T до её распада в 1984 году, когда сети сразу же перешли исключительно на спутниковую связь. Это было вызвано несколькими причинами: более дешевыми тарифами на передачу, предлагаемыми спутниковыми операторами, на которые не повлияли высокие тарифы, установленные AT&T для клиентов вещания, разделением системы Bell на отдельные RBOC и окончанием контрактов.
После разделения AT&T разрешили выйти на компьютерный рынок; наблюдатели ожидали, что с Bell Labs и Western Electric, American Bell бросит вызов лидеру рынка IBM. Стратегия компании после распада не сработала так, как она планировала. Его попытка войти в компьютерный бизнес потерпела неудачу, и он быстро понял, что Western Electric не будет прибыльной без гарантированных клиентов, которые предоставила Bell System. В 1995 году AT&T выделила свое компьютерное подразделение и компанию Western Electric, точно так, как изначально просило правительство. Затем он снова занялся местным телефонным бизнесом, из которого вышел после распада, который стал гораздо более прибыльным с появлением коммутируемого доступа в Интернет в начале 1990-х годов. Однако даже это не спасло AT&T Corporation, которая вскоре будет поглощена одним SBC Communications (бывшее Southwestern Bell) и станет нынешней AT&T Inc.

## Дальнейшая судьба Baby Bells

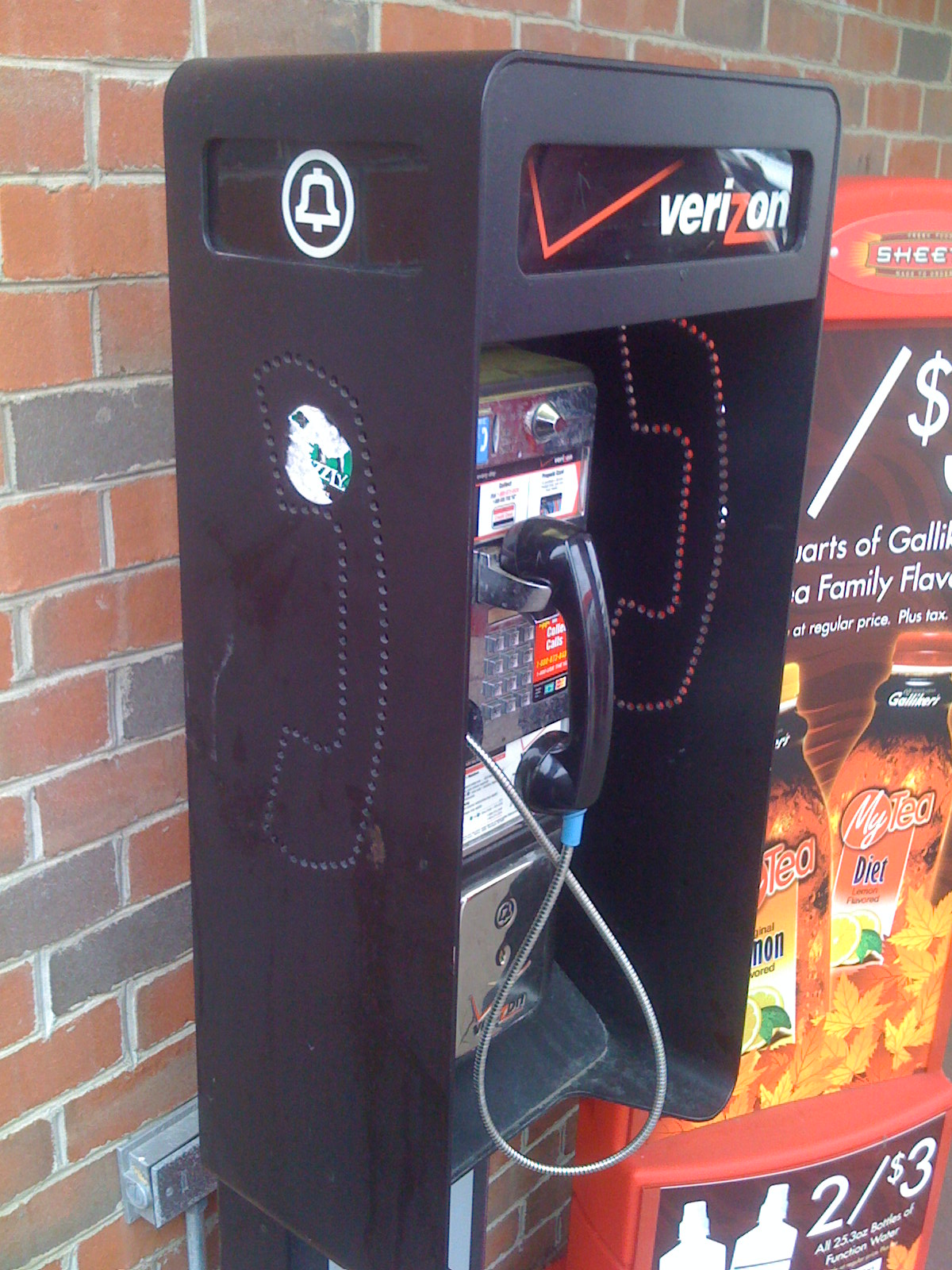
Таксофон Verizon с логотипом Bell.

По итогам событий 1984 года услуги на территориях локального доступа и транспорте (англ. Local access and transport area, сокр. LATA) регулировались вплоть до принятия в 1996 году закона о телекоммуникациях. После этого Baby Bells начали объединяться друг с другом. Закон также установил порядок одобрения регулятором выхода BOC на рынок interLATA в регионах, где они предоставляют услуги местной связи. В 1998 году Ameritech продала CenturyTel ряд линий Wisconsin Bell (охватывающих 19 телефонных станций), которая объединила их со своей компанией CenturyTel of the Midwest-Kendall.
В 1997 году SBC Communications (до 1995 года называвшаяся Southwestern Bell Corporation) купила Pacific Telesis за 16,5 млрд долл., теперь компания насчитывала около 100 тыс. сотрудников, си имела чистую прибыль в 3 млрд долл. и выручку около 23,5 млрд долл. В 1998 году SBC купила Southern New England Telecommunications за 5,01 млрд долл., и Ameritech в 1999 году за 61 млн долл., тем самым став крупнейшую местную телефонную компанию США. 18 ноября 2005 года была куплена AT&T Corporation, после чего SBC переименовала себя в AT&T Inc. и начала использовать тикер «T» и новый корпоративный логотип. Новая компания 3 января 2007 года окончательно купит BellSouth за 85,8 млрд долл. С 1992 года находясь в Сан-Антонио, к концу 2008 года AT&T Inc. перевела штаб-квартиру в Даллас. В дальнейшем компания отказалась от использования логотипа Bell.
18 августа 1997 года Bell Atlantic объединилась с NYNEX в сделке на 25,6 billion млрд долл., а 30 июня 2000 года — с GTE в сделке на сумму 70 млрд долл., положив начало Verizon Communications. В 2008 году Verizon за 2,7 млрд долл. продала FairPoint Communications проводной бизнес на севере Новой Англии (штаты Мэн, Нью-Гэмпшир и Вермонт); В 2010 году Verizon за 4,8 млн долл. продаст Frontier Communications линии доступа в 14 штатах, включая компанию Verizon West Virginia.
В июне 2000 года US West был куплен Qwest за 43,5 млрд долл., а 6 апреля 2011 года сам Qwest был приобретен независимым телеком оператором CenturyLink, в результате чего ставшим владельцем Qwest Corporation (изначально Mountain Bell), Northwestern Bell и Pacific Northwest Bell.

## Финансовый арбитраж
Из-за расхождений между ценами на «старые» акции AT&T и новые акции «на момент выпуска» инвесторы смогли получить безрисковую прибыль. Самый известный из подобных счастливчиков оказался профессор математики и менеджер хэдж-фонда Эдвард Торп, заработавший на (номинальной) блоковой торговле на нью-йоркской фондовой бирже 2,5 млн долл..